# 约翰逊-奈奎斯特噪声

这三个电路是等效的：(A) 一个电阻在非零温度下具有约翰逊噪声。 (B) 一个无噪声电阻串联一个电压噪声源（即戴维南等效电路）； (C) 一个无噪声电阻并联一个电流噪声源（即诺顿等效电路）。

约翰逊–奈奎斯特噪声（英語：Johnson–Nyquist noise，也称作热噪声， 约翰逊噪声，或奈奎斯特噪声）是由于热搅动导致导体内部的电荷载体（通常是电子）达到平衡状态时的电子噪声，与所施加电压无关。一般用统计物理推导该噪声被称作波动耗散定理，这里用广义阻抗或广义极化率来表征该介质。
一个理想电阻器的热噪声接近白噪声，也就是功率谱密度在整个频谱范围内几乎是不间断的（然而在极高频时并不如此）。 当限定为有限带宽时，热噪声近似高斯分布。

## 历史
该类型噪声是由约翰·约翰逊（John Bertrand Johnson）1926年在贝尔实验室发现并且第一次测量的。 他向哈里·奈奎斯特描述了他的发现，奈奎斯特当时也在贝尔实验室并且能够解释这个结果。

## 噪声电压与功率
热噪声与散粒噪声完全不同，散粒噪声包括额外的电流波动，当提供电压并伴随宏观电流开始流动时就会产生。一般情况下，上述定义适用于任何类型的导电介质的电荷载体（例如，电解质中的离子），而不只是电阻。可以通过一个能提供非理想电阻噪声的电压源串联一个无噪声的理想电阻来模拟。
单边功率谱密度，或电压变化（均方）带宽每赫兹，由下式给出
{\displaystyle {\overline {v_{n}^{2}}}=4k_{\text{B}}TR}
其中 kB 是玻尔兹曼常数用焦耳每开尔文表示, T 是电阻的绝对温度用开尔文表示，R 是电阻值用欧姆(Ω)表示。
该公式可用于室温下的快速计算：
{\displaystyle {\sqrt {\overline {v_{n}^{2}}}}=0.13{\sqrt {R}}~\mathrm {nV} /{\sqrt {\mathrm {Hz} }}.}
例如，一个 1 kΩ 电阻温度在 300 K 时有
{\displaystyle {\sqrt {\overline {v_{n}^{2}}}}={\sqrt {4\cdot 1.38\cdot 10^{-23}~\mathrm {J} /\mathrm {K} \cdot 300~\mathrm {K} \cdot 1~\mathrm {k} \Omega }}=4.07~\mathrm {nV} /{\sqrt {\mathrm {Hz} }}.}
对于给定带宽，电压 {\displaystyle v_{n}} 给出
{\displaystyle v_{n}={\sqrt {\overline {v_{n}^{2}}}}{\sqrt {\Delta f}}={\sqrt {4k_{\text{B}}TR\Delta f}}}
其中 Δf  为已测噪声之上的带宽用赫兹表示。一个 1 k 电阻器在室温及 10 kHz 带宽情况下的RMS噪声电压是400 nV。 一个有用的经验法则需要记住的是，50 Ω 在室温及 1 Hz 带宽下对应于 1 nV 的噪声。
电阻器短路连接时的耗散噪声功率
{\displaystyle P={v_{n}^{2}}/R=4k_{\text{B}}\,T\Delta f.}
电阻器所产生的噪声可以传递至其余电路；最大的噪声功率传递发生在噪声产生阻抗与剩余电路的戴维南等效阻抗阻抗匹配时。在这种情况下两部分阻抗中的任意一个的耗散噪声均作用在其本身和其他电阻。由于其中的任何一个电阻只有一半的压降，因此噪声功率
{\displaystyle P=k_{\text{B}}\,T\Delta f}
此处 P 是热噪声功率用瓦表示。注意这是独立的噪声产生阻抗。

## 噪声电流
噪声源也可以通过电流源并联电阻方式来模拟，通过诺顿等效相应的只要简单地除以 R 便可以得到。这里给出该电流源的均方根值为：
{\displaystyle i_{n}={\sqrt {{4k_{\text{B}}T\Delta f} \over R}}.}
热噪声是所有电阻的固有属性，并不是糟糕的设计或制造商的标记，尽管电阻可能还含有多余的噪声。

## 噪声功率的分贝表示
信号功率测量通常用dBm（分贝相对于1 毫瓦）表示。根据上述公式，噪声电源电阻在室温下的噪声功率，用 dBm 表示为：
{\displaystyle P_{\mathrm {dBm} }=10\ \log _{10}(k_{\text{B}}T\Delta f\times 1000)}
其中的因数 1000 的出现是因为功率是用毫瓦表示的，而不是瓦。这个等式可以简化将带宽与常数部分分离：
{\displaystyle P_{\mathrm {dBm} }=10\ \log _{10}(k_{\text{B}}T\times 1000)+10\ \log _{10}(\Delta f)}
其更通常的近似于室温度（T=300K）的形式为：
{\displaystyle P_{\mathrm {dBm} }=-174+10\ \log _{10}(\Delta f)}
此处 {\displaystyle \Delta f} 用赫兹表示；例如，对于一个噪音带宽的 40 MHz， {\displaystyle \Delta f} 为 40,000,000。
使用该公式，噪声功率对于不同带宽便可简单计算：
| 带宽{\displaystyle (\Delta f)} | 热噪声功率  | 注释                      |
| ------------------------------ | ----------- | ------------------------- |
| 1 Hz                           | -174 dBm    |                           |
| 10 Hz                          | -164 dBm    |                           |
| 100 Hz                         | -154 dBm    |                           |
| 1 kHz                          | -144 dBm    |                           |
| 10 kHz                         | -134 dBm    | FM 信道的无线对讲机       |
| 100 kHz                        | -124 dBm    |                           |
| 180 kHz                        | -121.45 dBm | 一个 LTE 资源块           |
| 200 kHz                        | -121 dBm    | GSM 信道                  |
| 1 MHz                          | -114 dBm    | 蓝牙信道                  |
| 2 MHz                          | -111 dBm    | 商业 GPS 信道             |
| 3.84 MHz                       | -108 dBm    | UMTS 信道                 |
| 6 MHz                          | -106 dBm    | 模拟电视 信道             |
| 20 MHz                         | -101 dBm    | WLAN802.11 信道           |
| 40 MHz                         | -98 dBm     | WLAN802.11n 40 MHz 信道   |
| 80 MHz                         | -95 dBm     | WLAN802.11ac 80 MHz 信道  |
| 160 MHz                        | -92 dBm     | WLAN802.11ac 160 MHz 信道 |
| 1 GHz                          | -84 dBm     | 超宽信道                  |

## 电容器上的热噪声
电容器上的热噪声被称为 kTC 噪声。热噪声在一个RC电路有一个非常简单的表达，当作阻抗（R）从公式中移除。这是因为更高的 R 有助于更好的滤波但也产生更多噪声。RC 电路的噪声带宽是 1/(4RC)，它可代入上述公式，以消除 R。这样一个滤波器产生的噪声电压的均方与 RMS 为：
{\displaystyle {\overline {v_{n}^{2}}}=k_{\text{B}}T/C}
{\displaystyle v_{n}={\sqrt {k_{\text{B}}T/C}}.}
热噪声在电阻中占100%的 kTC 的噪声。
在极端的情况下开启一个理想开关会存留「重置噪声」在电容器上，阻抗是无限的，但公式仍然适用；但是，现在 RMS 必须解释为非时间上的平均，但是许多这样的重复事件的平均，由于电压在带宽为零时为常数。从这个意义上讲，RC电路的约翰逊噪声可以看作是固有的、电子在电容器上数量分布热力学效应，甚至不涉及电阻。
噪声并非电容器本身引起的，而是由电容器上的一定数量电荷的热力学波动引起的。一旦电容器与导体电路断开连接、热力学波动便「冻结」在如上面给出的一个标准偏差的随机值上。
电容的复位噪声传感器通常是一个有限噪声源，例如在图象传感器中。 作为电压噪声的一种替代，电容的复位噪声也可以进行定量为电荷的标准偏差，有
{\displaystyle Q_{n}={\sqrt {k_{\text{B}}TC}}.}
由于电荷差异是 {\displaystyle k_{\text{B}}TC}，噪声常被称为「KTC 噪声」。
任何系统在热平衡有状态变量与平均能量的 kT/2 每自由度。使用电容能量(E =½CV2)，意味着电容器上的噪声能量在一个容器中可以看出也为½C(kT/C)，或kT/2. 电容器上的热噪声可以从该关系导出，无需考虑阻抗。
kTC 噪声在小容量电容器中占主导地位。
| 电容   | {\displaystyle {\sqrt {k_{\text{B}}T/C}}} | 电子     |
| ------ | ----------------------------------------- | -------- |
| 1 fF   | 2 mV                                      | 12.5 e−  |
| 10 fF  | 640 µV                                    | 40 e−    |
| 100 fF | 200 µV                                    | 125 e−   |
| 1 pF   | 64 µV                                     | 400 e−   |
| 10 pF  | 20 µV                                     | 1250 e−  |
| 100 pF | 6.4 µV                                    | 4000 e−  |
| 1 nF   | 2 µV                                      | 12500 e− |

## 广义形式
{\displaystyle 4k_{\text{B}}TR}噪声电压上所述是一个特殊的情况下对一个纯粹的阻性成分用于低频率。在一般情况下，热电噪声将继续是有关阻响应在许多更广义的用电情况下，由于 波动的分散定理的。下面的各种一般化狀況是值得注意的。所有的这些概括分享一个共同的限制，即它们只适用情况的电气部件下考虑的是纯粹的被动和线性的。

### 反应型阻抗
奈奎斯特的原始文件还提供了广义的噪声的组成部分具有反应性反应，例如，来源包含电容器或电感。 这样的一个成分可以被描述过频率相关的复杂的电阻抗{\displaystyle Z(f)}中。 该公式的功率谱密度的系列噪声电压
{\displaystyle S_{v_{n}v_{n}}(f)=4k_{\text{B}}T\eta (f)\operatorname {Re} [Z(f)].}
功能 {\displaystyle \eta (f)} 只是等于1，除了在非常高的频率，或者附近的绝对零度(见下文)。
真正的一部分的阻抗，{\displaystyle \operatorname {Re} [Z(f)]}是在一般的频率相等的约翰逊-奎斯特的噪音不是白噪音。
Rms噪声电压跨越的频率{\displaystyle f_{1}}至 {\displaystyle f_{2}}可以通过整合的功率谱密度：
{\displaystyle {\sqrt {\langle v_{n}^{2}\rangle }}={\sqrt {\int _{f_{1}}^{f_{2}}S_{v_{n}v_{n}}(f)df}}}。
或者，一个平行的噪音目前可以被用于描述了约翰逊噪声，它的功率谱密度正在
{\displaystyle S_{i_{n}i_{n}}(f)=4k_{\text{B}}T\eta (f)\operatorname {Re} [Y(f)].}
那里{\displaystyle Y(f)=1/Z(f)}是电准入；以注意，{\displaystyle \operatorname {Re} [Y(f)]=\operatorname {Re} [Z(f)]/|Z(f)|^{2}}

### 量子效应的频率高温或低温
奎斯特还指出，量子效应的发生频率非常高或极低的温度附近的绝对零度。功能{\displaystyle \eta (f)}一般由導出
{\displaystyle \eta (f)={\frac {hf/k_{\text{B}}T}{e^{hf/k_{\text{B}}T}-1}},}
那里 {\displaystyle h} 是普朗克常数的。
在非常高的频率{\displaystyle f\gtrsim k_{\text{B}}T/h}，功能 {\displaystyle \eta (f)} 开始呈指数减少到零。在室温下这个转变发生在太赫兹，远远超出了能力的传统的电子产品，因此它是有效的设定 {\displaystyle \eta (f)=1} 对于传统的电子工作。

#### 相对于普朗克定律
奎斯特的公式与普朗克1901年为电磁辐射的一个黑体在单一维度上——即它是一维的普朗克黑体辐射定律基本上是一样的。换句话说，一个热电阻将创建电磁波传输线路只是作为一个热目将创造的电磁波的自由空间。
在1946年，迪克阐明的关系，和进一步把它连接到性天线，特别是事实上的平均天线口超过所有不同的方向不能大于 {\displaystyle \lambda ^{2}/(4\pi )}，其中λ是波长。这是来自不同频率的依赖的3D对1D普朗克定律。

### 多端口电气网络
理查德*Q.Twiss 延长奎斯特的公式，多端口被动电网络，包括非互惠的设备，例如循环器和隔离的。
热噪音出现在每一个端口，并且可以被描述为随机的系列电压电源串联在每个端口。 随机电压不同端口可能是相关的，而它们的幅度和相关性都充分说明通过一个集中的交叉频谱密度功能有关的不同的噪声电压
{\displaystyle S_{v_{m}v_{n}}(f)=2k_{\text{B}}T\eta (f)(Z_{mn}(f)+Z_{nm}(f)^{*})}
这里的 {\displaystyle Z_{mn}} 是阻抗矩阵 {\displaystyle \mathbf {Z} }的元素。
再一种替代说明的噪音，而不是在条款平行的当前来源应用在每个端口。 他们的跨谱密度给出的通过
{\displaystyle S_{i_{m}i_{n}}(f)=2k_{\text{B}}T\eta (f)(Y_{mn}(f)+Y_{nm}(f)^{*})}
此处 {\displaystyle \mathbf {Y} =\mathbf {Z} ^{-1}} 为导纳矩阵。

### 连续电动力学介质
奎斯特噪声的充分概括可在波动电动力学中找到，其中描述了噪声的电流密度在连续介质具有一个连续响应函数如介电常数或磁导率的耗散响应。
该等式的波动电动力学提供了一个通用框架用来描述约翰逊－奎斯特噪声及空间黑体辐射。